# Britse West-Pacifische Territoria
De Britse West-Pacifische Territoria (Engels: British Western Pacific Territories) was de naam voor de entiteit die in 1877 werd gecreëerd door het samenvoegen van het bestuur van diverse kleine Britse eilanden in de Grote Oceaan onder één vertegenwoordiger van de Britse Kroon, de Western Pacific High Commissioner. Bij de oprichting bestond de entiteit uit de kolonie Fiji en de Unie-eilanden (tegenwoordig Tokelau), maar in de loop der tijd werden steeds meer eilanden aan de Britse West-Pacifische Territoria toegevoegd. In 1976 werden de Britse West-Pacifische Territoria opgeheven.

## Gebieden behorende tot de Britse West-Pacifische territoria
- Britse Salomonseilanden: van 1893 tot 1971.
- Canton en Enderbury: van 1937 tot 1976. Eerst als onderdeel van de Gilbert- en Ellice-eilanden, in 1938 door de VS bezet, vanaf 1939 een Amerikaans-Brits condominium.
- Cookeilanden: van 1893 tot 1901.
- Fiji: van 1877 tot 1952.
- Gilbert- en Ellice-eilanden: van 1916 tot 1976. Vanaf 1975 vormden de Ellice-eilanden een apart gebied.
- Nauru: van 1914 tot 1921.
- Nieuwe Hebriden: van 1906 tot 1976, een Brits-Frans condominium.
- Savage Island (Niue): van 1900 tot 1901.
- Tonga: van 1900 tot 1952.
- Unie-eilanden: van 1877 tot 1926. In 1889 formeel een Brits protectoraat, vanaf 1916 een onderdeel van de Gilbert- en Ellice-eilanden, vanaf 1925 onder de gouverneur-generaal van Nieuw-Zeeland, vanaf 1926 onderdeel van het Nieuw-Zeelandse mandaatgebied West-Samoa.